# Ceará (monitor)
Ceará foi o quinto monitor encouraçado da classe Pará construído para a Armada Imperial Brasileira durante a Guerra do Paraguai no final da década de 1860. O Ceará chegou ao Paraguai em meados de 1868 e deu apoio de artilharia ao exército durante o resto da guerra. O navio foi destinado à Flotilha de Mato Grosso após o conflito. O monitor foi sucateado no ano de 1884.

## História

### Construção
O monitor foi construído no estaleiro do Arsenal de Marinha do Rio de Janeiro seguindo os projetos de construção do engenheiro naval Napoleão João Baptista Level, de maquinas do engenheiro Carlos Braconnot e o arranjo do armamento do Tenente Henrique Baptista. Tendo sido a primeira embarcação da armada a receber este nome que foi uma homenagem a província do Ceará. Quando lançado o navio navegou pelo interior da Baía da Guanabara, com o Imperador D. Pedro II a bordo.
Os monitores da classe Pará foram projetados para atender à necessidade da Marinha do Brasil por navios blindados de pequeno calado, capazes de suportar fogo pesado. A configuração do monitor foi escolhida porque o projeto com torres, não apresentava os mesmos problemas de engajamento com navios inimigos e fortificações que os encouraçados com bateria central já em serviço no Brasil. A torre de canhão oblonga ficava em uma plataforma circular que tinha um pivô central. Girava pela força de quatro homens por meio de um sistema de engrenagens; 2,25 minutos eram necessários para uma rotação completa de 360 °. Um rostro de bronze também foi instalado nesses navios. O casco era revestido com metal Muntz para reduzir a incrustação biológica.
Os navios mediam 36,60 metros ou 39 metros (127 pés 11 polegadas) de comprimento total, com uma boca de 8,54 metros (28 pés 0 polegadas). Possuíam um calado entre 1,51-1,54 metros (4 pés 11 polegadas - 5 pés 1 polegada) e deslocavam 500 toneladas métricas (490 toneladas longas). Com apenas 0,3 metros (1 pé 0 polegadas) de borda livre, eles tiveram de ser rebocados entre o Rio de Janeiro e sua área de operações. A tripulação era formada por 43 homens, sendo 6 oficiais e 36 praças.

### Propulsão
Os navios da classe Pará tinham dois motores a vapor de ação direta, cada um acionando uma única hélice de 1,3 metros (4 pés 3 polegadas). Seus motores eram movidos por duas caldeiras tubulares a uma pressão de trabalho de 59 psi (407  kPa; 4  kgf/cm2). Os motores produziram um total de 180 cavalos de potência indicada (130 quilowatts), o que dava aos monitores uma velocidade máxima de 8 nós (15 km/h) em águas calmas. Os navios carregavam carvão suficiente para produzir vapor por um dia.

### Armamento
O monitor encouraçado Ceará tinha um único canhão naval Whitworth de 120 libras RML em sua torre de canhão. A arma tinha um alcance máximo de cerca de 5 540 metros (6 060 jardas). O projétil de 7 polegadas (178 milímetros) do canhão Whitworth pesava 151 libras (68,5 kg), enquanto o próprio canhão pesava 16 660 libras (7 556,8 kg). Uma característica incomum é que a estrutura de ferro, criada no Brasil, foi projetada para girar verticalmente com o cano do canhão; isso foi feito de modo a minimizar o tamanho da portinhola do canhão através da qual estilhaços e projéteis do inimigo poderiam entrar. A embarcação contava também com uma metralhadora de 25 mm.

### Blindagem
O casco dos navios da classe Pará foram construídos com três camadas de madeira que se alternavam na orientação. Tinham 457 milímetros (18 polegadas) de espessura e eram cobertos com uma camada de 102 milímetros (4 polegadas) de madeira de peroba. Os navios tinham uma blindagem em todo costado na altura da linha d'água de ferro forjado, com 0,91 milímetros (3,0 pés) de altura, com uma espessura máxima de 102 milímetros a meia nau, diminuindo para 76 milímetros (3 polegadas) e 51 milímetros (2 polegadas) nas extremidades do navio. O convés curvo era blindado com 12,7 milímetros (0,5 polegadas) de ferro forjado.
A torre do canhão tinha a forma retangular com cantos arredondados. Foi construído muito parecido com o casco, mas a frente da torre era protegida por 152 milímetros (6 pés) de blindagem, as laterais por 102 milímetros e a traseira por 76 milímetros. O teto e as partes expostas da plataforma sobre a qual repousava eram protegidos por 12,7 milímetros de blindagem. A casa do piloto blindada ficava posicionada à frente da torre.

### Serviço
O navio teve a quilha batida no Arsenal de Marinha da Côrte, no Rio de Janeiro, em 8 de dezembro de 1866, durante a Guerra da Tríplice Aliança. A embarcação foi lançada em 22 de março de 1868 e comissionada no mês seguinte. O monitor chegou ao Paraguai em maio de 1868. No dia 31 de agosto bombardeou posições inimigas no rio Tebicuary para dar cobertura ao avanço das tropas. O navio destruiu as defesas paraguaias no rio Manduvirá em 18 de abril de 1869. O Ceará, junto com os navios de sua classe Piauí e  Santa Catarina, romperam as defesas paraguaias em Guaraio em 29 de abril e expulsaram os defensores. Após a guerra, foi designado para a Flotilha do Mato Grosso e desmantelado em 1884.